# Longmeadow
Longmeadow är en kommun (town) i Hampden County i delstaten Massachusetts, USA, med 15 784 invånare (2010). Den har enligt United States Census Bureau en area på 25 km² varav 1,3 km² är vatten.

## Kända personer från Longmeadow
- Edward O. Wolcott, politiker